# Lijst van pontifices maximi

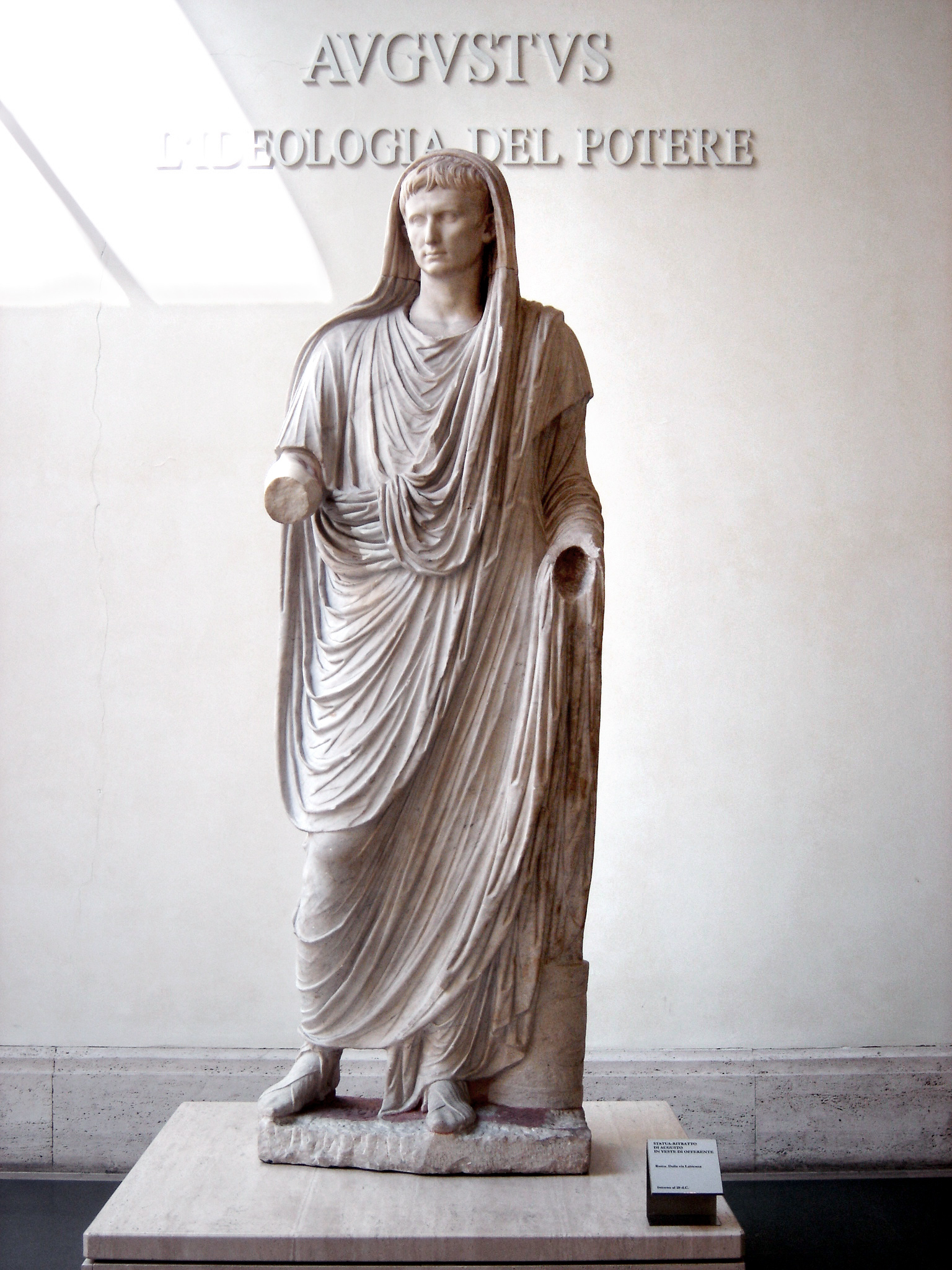
Keizer en pontifex maximus Augustus

De hieronder gegeven lijst van de pontifices maximi (het meervoud van pontifex maximus, de hoogste priester in de Romeinse religie) is incompleet. Van sommige perioden is niet bekend wie het ambt vervulde.
- 753 v.Chr. tot 712 v.Chr. - De koningen van Rome
- 712 v.Chr. - Numa Marcius
- 509 v.Chr. - Papirius
- 449 v.Chr. - Furius
- 431 v.Chr. - Cornelius Cossus
- 304 v.Chr. - Cornelius Scipio Barbatus
- 254 v.Chr. - Tiberius Coruncanius
- 243 v.Chr. - Lucius Caecilius Metellus
- 237 v.Chr. - Lucius Cornelius Lentulus Caudinus
- 212 v.Chr. - Publius Licinius Crassus Dives
- 183 v.Chr. - Gaius Servilius Geminus
- 180 v.Chr. - Marcus Aemilius Lepidus
- 150 v.Chr. - Publius Cornelius Scipio Nasica
- 141 v.Chr. - Publius Cornelius Scipio Nasica Serapio
- 132 v.Chr. - Publius Licinius Crassus Mucianus
- 130 v.Chr. - Publius Mucius Scaevola
- 115 v.Chr. - Lucius Caecilius Metellus Dalmaticus
- 103 v.Chr. - Gnaius Domitius Ahenobarbus
- 89 v.Chr. - Quintus Mucius Scaevola
- 81 v.Chr. - Quintus Caecilius Metellus Pius
- 63 v.Chr. - Gaius Julius Caesar
- 44 v.Chr. - Marcus Aemilius Lepidus
- 12 v.Chr. - Imperator Caesar Augustus
- 12 v.Chr. tot 382  - De keizers
- 382 tot nu - de pausen